# 2854 Роусон
2854 Роусон (2854 Rawson) — астероїд головного поясу, відкритий 6 травня 1964 року.
Тіссеранів параметр щодо Юпітера — 3,645.